# Незвиско
Не́звиско (укр. Незвисько) — село в Городенковской городской общине Коломыйского района Ивано-Франковской области Украины. Расположено на правом берегу реки Днестр, в 24 км от районного центра. Через село проходит шоссе республиканского значения Р20.
Население по переписи 2024 года составляло 627 человек. Занимает площадь 15,891 км². Почтовый индекс — 78118. Телефонный код — 03430.
В окрестностях села обнаружен один из археологических памятников древней трипольской культуры. В процессе раскопок были найдены статуэтка сидящей женщины, седалище, расписная чара и черпало, которые являлись принадлежностями древнейшего ритуала заклинания воды и моления о дожде.